# Doghole Lake
Doghole Lake är en sjö i Kanada.   Den ligger i Kenora District och provinsen Ontario, i den sydöstra delen av landet, 1 300 km nordväst om huvudstaden Ottawa. Doghole Lake ligger 372 meter över havet. Arean är 10,2 kvadratkilometer. Den sträcker sig 5,9 kilometer i nord-sydlig riktning, och 4,2 kilometer i öst-västlig riktning.
I omgivningarna runt Doghole Lake växer i huvudsak barrskog. Trakten runt Doghole Lake är nära nog obefolkad, med mindre än två invånare per kvadratkilometer.